# Viggo Kampmann
Olfert Viggo Fischer Kampmann (Frederiksberg, 21 de julio de 1910-Store Torøje, 3 de junio de 1976) fue un político danés que ejerció como líder de los socialdemócratas daneses y primer ministro de Dinamarca de 1960 a 1962. 

## Biografía
Provenía de una formación académica y fue el primer académico en alcanzar un alto cargo en el Partido Socialdemócrata Danés. Estudió economía en la Universidad de Copenhague y se graduó en 1934. Antes de convertirse en ministro de Finanzas, Kampmann trabajó en la recién creada secretaría económica como asesor más cercano del propio ministro. Fue elegido miembro del Folketing por primera vez en 1953.
Fue ministro de Finanzas de 1953 a 1960 con Hans Hedtoft y H. C. Hansen como líderes del gobierno.
Formó su primer gabinete justo antes de las elecciones de 1960, integrando una coalición entre los socialdemócratas, el Partido de la Justicia y el Partido Social Liberal. Tras las elecciones, formó otro gabinete únicamente en coalición con los social-liberales.
Kampmann dimitió el 3 de septiembre de 1962 tras una serie de ataques cardíacos y fue sucedido por Jens Otto Krag como líder de los socialdemócratas y primer ministro. Ya jubilado trabajó como comentarista político y jefe de la Comisión de Denuncias de Prensa. Kampmann murió en Store Torøje, Faxe, el 3 de junio de 1976.